# يو إف سي ليلة القتال: ماخاشيف ضد غرين
يو إف سي ليلة القتال: ماخاشيف ضد غرين (بالإنجليزية: UFC Fight Night: Makhachev vs. Green)‏ هو حدث لفنون القتال المختلطة نظمته يو إف سي، أُقيم في 26 فبراير 2022، على يو إف سي أبيكس في لاس فيغاس، نيفادا، الولايات المتحدة.